# 札幌コミュニティ放送局
株式会社札幌コミュニティ放送局（さっぽろコミュニティほうそうきょく）は、北海道札幌市中央区、北区、東区、西区の各一部地域を放送区域として、超短波放送（FM放送）を実施する特定地上基幹放送事業者である。

## 概要
全国37番目、北海道で8番目、札幌市初のコミュニティ放送局。キャッチフレーズは、札幌市で最初に開局したことと周波数を掛け合わせた「サッポロナンバーワンメガヘルツ」。
愛称は「ラジオカロスサッポロ」。「カロス」の由来はギリシャ語の「κάλλος (kállos)」であり、この単語の意味する「役に立つものとして良いこと」「倫理的に善いこと」に沿う形で、本局の可聴圏内に住む人々の視点を生かし医療や福祉、防災などを中心とした番組編成となっている。また「やさしさ・あたたかさ・しなやかさ」というコンセプトのもと、前述の番組編成も含めて地域の安全・安心への寄与や、街づくり・地域振興のサポートなども志向されている。
毎日5:00起点の24時間放送を実施。可聴範囲は、札幌市内・石狩市・江別市・北広島市ほか近隣市町。また有線放送では、USEN440のCG-37CHで札幌市、江別市、恵庭市、石狩市、千歳市など、キャンシステムのE-6CHで、札幌市および近郊、小樽市、恵庭市・石狩市・千歳市などでも配信している。

### 開局までの経緯
札幌市内でのコミュニティ放送局開局構想は、本局の開局以前からすでに多数あり、有名なところとしてはサッポロビール主導のもと、1993年4月のサッポロファクトリー開業に合わせて開局させようというプランがあった。その内容は、サッポロファクトリー内に本社・演奏所を、さっぽろテレビ塔に送信所を設けるというものだったが、諸事情から計画が頓挫し、それ以降開局する構想はしばらく出なかった。
1995年、この放送局の設立に病院経営者が関わっていた縁により、医療情報を中心に放送するコミュニティ放送局を開局する構想が浮上、札幌コミュニティ放送局として開局するに至った。

## 沿革
- 1995年12月26日 - 株式会社札幌コミュニティ放送局設立。
- 1996年
  - 7月9日 - 放送局（現特定地上基幹放送局）の免許取得。
  - 7月20日 - 放送開始。当時の本社および演奏所は、札幌市中央区北1条西27丁目5-10 廻廊ビル3階。
- 1998年3月21日 - のしろや秀樹が17:00から翌々日21:30まで、52時間30分にわたるロングラン放送を行う。
- 2000年10月10日 - 出力を20Wに増力。
- 2010年5月10日 - 札幌市中央区宮の森1条11丁目3-1（ローソン札幌宮の森1条店 2階）に移転。
- 2013年5月1日 - サイマルラジオでの放送がスタート。
- 2016年8月24日 - レッドスタジオ調整卓（SoundCraft製Series10からYAMAHA製DM1000VCM）更新。翌朝の放送から運用開始[5]。
- 2019年
  - 8月29日 - 夜の放送をもってListenRadioでの配信を終了[5]。
  - 8月30日 - 7時の時報CMより新APS（放送自動運行装置・開局前に納入のNECエンジニアリング製CF-1000S-002から藤嶋放送技術研究所製TinyCAPSⅣ初号機へ更新）及び、新標準時計装置（SEIKO QC-7CFからSEIKO 特型図番S-211474・GNSS補正）稼働[5]
- 2020年10月7日- 早朝、代表取締役 兼 放送局長である後藤眞理人が病気療養の末、逝去。（後任の代表取締役は元医療法人讃生会理事長の後藤壮一郎）
- 2021年
  - 1月21日 - 放送局長に小林誠司が就任。
  - 6月1日 - ListenRadioでの配信を再開[5]。
  - 6月28日 - 代表取締役社長に安宅信昌が就任。

## 時報
- 毎時[6]、ドの音で「プッ、プッ、ポーン」と鳴る。局ジングルかジングルをオルゴール風にアレンジした時報メロディーが5秒ほど流れながら「プッ、プッ、ポーン」と鳴ることが多い。

## 主な番組

### 現在
平日
- 日刊 ナカ通信（火 - 金 0:00 - 0:15）
- 朝カロるるる[7]（月 - 木 8:00 - 10:00）
- ましゅまろ気分[8]（月 - 木 8:00 - 10:00）（月 11:00 - 11:55）
- ラジオのお仕事ハリきって（かわいい）[9] [10]（月 - 木　13:00 - 14:55）
- 直子のアタック781[11]（月 15:00 - 16:00）
- ハイ!大沢宏一です[12]（月 16:00 - 17:00）
- あゆみの部屋（月 18:00 - 18:30）
- ゆるっとアロハDEグローカルライフ（月 18:30 - 19:00）
- ワンダーホワイトの純白エアライン（月 20:00 - 21:00）
- 週刊U-ROCK（月　22:00 - 23:00）
- 蓼食う虫も、好き好き[13]（火　16:00 - 17:00）
- 勝手に!ラジオカロス革命[14]（月 23:00 - 0:00）
- Mix Morning[15]（火 10:00 - 10:55）
- とまり木ラジオ[16]（火 17:00 - 18:00）
- トマソン研究所[17]（火 18:00 - 19:00）
- 男声合唱団 ススキーノと共に[18]（火 19:00 - 20:00）
- 田中カヨのミュージックサンライズ[19]（火 22:00 - 22:30）
- 花かご社中の和暮したのしむ（水 10:00 - 11:55）
- イキマス!花田聖子です[20]（水 16:00 - 17:00）
- Yuriaのファンキーモンキーレディー（水 19:30 - 20:00）
- 山鼻、あしたもいい天気![21]（水 20:00 - 21:00）
- マルイチ!ラジオカロス支店[22]（水 21:00 - 22:00）
- 吉田考志イナズマラジオ（水 22:00 - 23:00）
- 夢慧ミュージック（水 23:00 - 24:00）
- 木曜而今（にこん）（木 11:00 - 11:55）[23]
- るるフラ☆ハイタッチ[24]（金 8:00 - 10:00）
- ここは一丁目一番地書店[25]（金 12:00 - 13:55）
- ヒロミの音楽の扉[26]（金 15:00 - 16:00）
- まゆ＋（たす）。[27]（金 18:00 - 19:00）
- Sallyのリアルミニッツ（金 20:00 - 22:00）
- 競馬情報 ハミ受け良好（金 23:00 - 23:30）

土曜・日曜
- カロス本音時間 食べよう北海道（土 10:00 - 11:00）
- イナノ昼コレ（土 12:00 - 14:00）
- 栗田美鳥の土曜はピュアな音楽気分で!!（土 16:00 - 17:00）
- カロスの寒太郎（土 17:00 - 18:00）
- 看護師ママのスナック藤子（土 18:00 - 19:00）
- 胸キュンポップス（土 20:00 - 22:00）
- サンタ小村フォーキー横丁II（日 11:00 - 13:00）
- アッコのふれあいTime（日 13:00 - 15:00）

ベルト
- 心のともしび（コミュニティ放送局唯一のネット局）
- Trans World Radio JAPAN制作番組
  - The Word Today（月 - 火）
  - ゴスペルの力（木）
  - ミュージックタイム
- FM三木制作番組
  - 梶原和義（かじわらかずよし）の人間宇宙論
- FM熱海湯河原
  - ひろこの音部屋
- 湘南マジックウェイブ制作番組
  - 宮治淳一のアワ・ヒット・パレード
- FMびゅ〜制作
  - 大山慎介の「復活」北海道

### 過去
- 後藤真理人のずびずばDON![28]（後藤真理人・長島・ZONヨ・水川さよし）
- KJC-R（カロス J-SKY Club Resycle）（後藤真理人ほか）
- 河辺晃吉の「マイクにほえろ!」（河辺晃吉、柿崎さとみ）
- 森崎博之の元気出していこうぜ!（森崎博之（TEAM NACS）ほか） - 1997年10月 - 1999年3月。末期にはFMおたるでもネットされていた。
- ラブリーエンジェルスの前説魔王（清水友陽）
- リクエストJANJAN（後藤真理人、左海まなみ他）
- 新さっぽろ農学校（丸山浩樹）
- ミスターアラバマ（ジョニー・サイズ）
- PICK UP SAPPORO
- 江田noファンクラブ（江田由紀浩）
- サマワからこんにちは
- J-HITS music ch
- J-HITS music Time
- ライ麦畑の仲間たち（のしろや秀樹）
- ミュージックバイキング（小野寺薫）
- 心のページ
- ラジオ日本サンデースペシャルミッキー安川の雑オロジー（日曜 23:30 - 25:30、RFラジオ日本より同時ネット）